# تصویرگیری تنسور پخش
تصویرگیری تنسور پخش (به انگلیسی: Diffusion Tensor Imaging) یا به اختصار DTI، نوعی روش تصویرگیری در ام آر آی است.
در این روش، آناتومی رشته‌های ماده سفید مغزی را می‌توان بوسیله گرادیانهای میدان مغناطیسی متفاوتی از روش تصویربرداری پخش وزنی نقشه برداری کرد.
از این روش زمانی استفاده میکنیم که تنسور پخش بافت‌ها حالتی ناهمسانگرد داشته باشد.

## تاریخچه
این روش نخست در ۱۹۹۱ ابداع گشت. نخستین مقالات منتشره این روش عبارت بودند از:
- Richards TL, Heide AC, Tsuruda JS, Alvord EC: Vector analysis of diffusion images in experimental allergic encephalomyelitis. Presented at Society for Magnetic Resonance in Medicine, Berlin, SMRM Proceedings 11:412, 1992 (abstr).